# 안드리 빌레츠키
안드리 예브헤니오비치 빌레츠키(우크라이나어: Андрій Євгенійович Білецький uk; 1979년 8월 5일 출생)는 우크라이나의 극우 정치인이다. 그는 정치 정당 국민군단의 지도자이다. 그는 2014년에 창설한 자원 민병대인 아조프 연대의 초대 사령관이었으며, 민족주의 운동인 사회-국가주의 의회의 공동 창립자이다. 2014년부터 2019년까지 빌레츠키는 우크라이나 인민의원이었다.

## 전기
안드리 빌레츠키는 1979년 소련 하르키우에서 태어났다. 빌레츠키의 아버지 예브헤니 미하일로비치 빌레츠키는 하르키우주에 크라스노파울리우카 마을을 세운 오래된 카자크 가문 출신이며, 빌레츠키의 어머니 올레나 아나톨리이우나 빌레츠카(성 루카셰비치)는 데카브리스트 Vasiliy Lukashevich가 소러시아 비밀 사회를 창설한 지토미르 지역의 귀족 가문 출신이다.
젊은 시절 빌레츠키는 여러 종류의 무술과 복싱을 연습했다. 다른 많은 우크라이나인들과 달리, 그는 블라디미르 레닌 전연방 피오네르 조직에 가입하는 것을 거부했다. 빌레츠키는 고등학교 선배들과 함께 학교에 우크라이나 국기를 게양했다. 그의 젊은 시절 가장 큰 애국적 영향은 아버지께서 소련에서 금지된 책, Anton Lototsky의 《어린이를 위한 우크라이나 역사》를 선물로 주신 것이었다. 코소보 전쟁 중, 빌레츠키와 다른 우크라이나인들은 코소보 해방군(KLA)에 대항하여 싸우기 위해 유고슬라비아군에 자원 입대하려고 시도했지만, 그들이 전선에 도착하기 전에 전쟁이 끝났다. 2001년, 빌레츠키는 하르키우 대학교 역사학부를 우등으로 졸업했다. 그의 학위논문은 우크라이나 반란군에 관한 것이었다. 같은 해 빌레츠키는 쿠치마 없는 우크라이나 (UBK) 시위에 참여하여 행정 구류되었다. 우크라이나 보안국은 빌레츠키를 학교에서 퇴학시키도록 대학 행정부를 압박했다.

### 정치 활동 (2002–2013)
2002년 빌레츠키는 정치 단체 트리즈브 하르키우 지부의 지도자가 되었고, 우크라이나 사회-국가주의 정당(SNPU) 하르키우 지부의 일원이었으나, 이를 자유로 전환하는 아이디어에 반대했다.
SNPU가 자유로 전환되고 기존의 우크라이나 애국자가 해산된 후, 2005년 빌레츠키는 어떤 정치적 파벌과도 독립적으로 우크라이나 애국자의 부활을 주도했다. 새로운 우크라이나 애국자는 UNA-UNSO, 트리즈브의 하르키우 지부 및 구 SNPU로 구성되었다. 2005년부터 빌레츠키는 새로 설립된 Ukrainian Conservative Party와도 협력했다.
2006년 우크라이나 총선에서 빌레츠키는 우크라이나 의회에 출마했으나 낙선했다.

### 우크라이나 애국자, 아조프 연대 (2014)

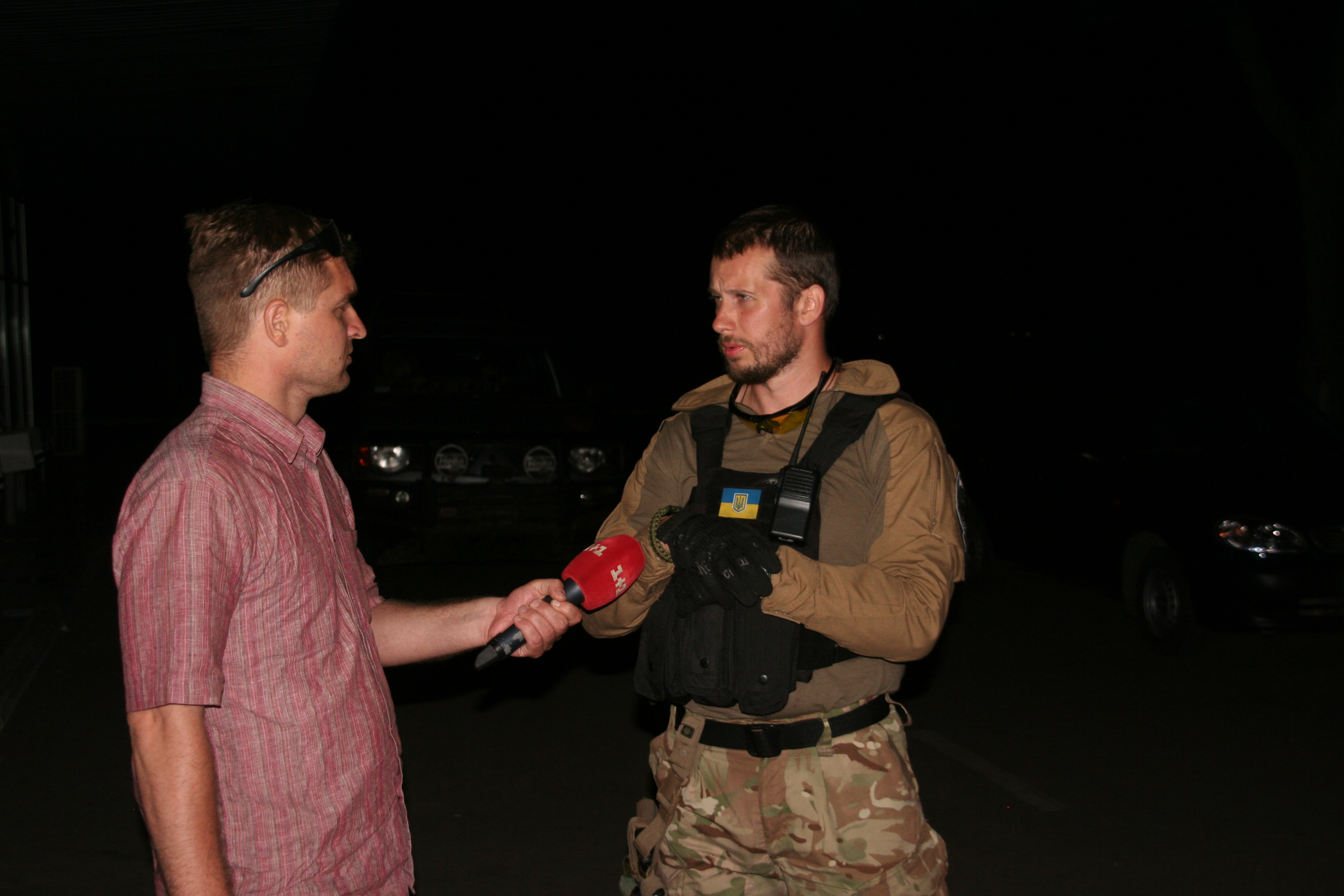
마리우폴 근처 임무 후 우크라이나 TV 기자와 인터뷰하는 빌레츠키.

유로마이단 사태 동안, 빌레츠키의 우크라이나 애국자 멤버들은 2013년 11월 28일 우익 섹터의 창립자 중 하나였다. 2014년 2월 24일, 우크라이나 의회는 정치범 자유에 대한 결정을 채택했다. 다음 날, 빌레츠키와 다른 죄수들은 모든 혐의에서 완전히 무죄 판결을 받고 구금에서 해방되었다.
2014년 3월 12일, 빌레츠키는 폴타바, 하르키우, 도네츠크, 루한스크 주를 포함하는 "우익 섹터 - 동부"의 특수 작전 당 대표가 되었다. 2014년 5월 5일, 베르댠스크에서 빌레츠키는 아조프 연대 ((국토방위 순찰 서비스 대대로))를 창설하고 첫 번째 사령관이 되었다. 이 대대는 초기에 우크라이나 애국자, 사회-국가주의 의회, 축구 팬들 (특히 디나모 키이우 서포터들)과 오토마이단 운동의 구성원들로 이루어졌다. 이 준군사 조직은 러시아 특수 작전 "녹색인간"에 반대하는 의미에서 작은 검은 남자들로 알려졌다. 이 조직은 2014년 11월 20일에 민병대에서 우크라이나 국민위병의 정규 연대로 전환되었다.
2014년 6월 13일, 빌레츠키는 제1차 마리우폴 전투에서 그의 분대를 이끌고 성공을 거두었다. 영국 군사 기자 아스콜드 크루셸니츠키에 따르면, "빌레츠키는 행동 평가에 침착하고, 차분하게 명령을 내렸으며, 내 생각으로는 논리적이었다." 2014년 8월 2일, 밀리치야 소령 계급의 빌레츠키는 용기 훈장 (3등급)을 수여받았고 2014년 8월 15일 경찰 중령으로 진급했다.
2014년 9월 10일, 빌레츠키는 인민전선의 군사 평의회에 입회했지만, 당원은 되지 않았다. 2014년 9월 27일, 그는 2014년 우크라이나 총선에서 제217 선거구 (키이우)의 독립 후보로 출마하여 31,445표(33.75%)를 얻어 당선되었다. 의회에서는 초당파 그룹 우크롭에 합류했다. 2014년 10월, Ihor Mykhailenko가 빌레츠키를 대신하여 아조프 연대의 사령관이 되었다.
2014년 12월 10일 LB.ua(레프트 뱅크)와의 인터뷰에서 빌레츠키는 전쟁으로 인해 우크라이나 애국자가 정치 조직으로서의 활동을 중단하고 주로 아조프 연대에 흡수될 것이라고 발표했다. 같은 인터뷰에서 빌레츠키는 대대의 로고가 독일의 볼프스앙걸과 다르며 우크라이나 민족 사상을 상징한다고 말했다.

### 선출직 공무원 (2016–2019)
2016년 10월 14일, 빌레츠키는 새로 창당된 국민군단의 지도자로 선출되었다.
2016년 10월, 빌레츠키는 우크라이나 선출직 공무원이 군 복무를 금지당했기 때문에 공식적으로 우크라이나 국민위병을 떠났지만, 그는 "칭호 없이" 군 경력을 계속할 것을 맹세했다.

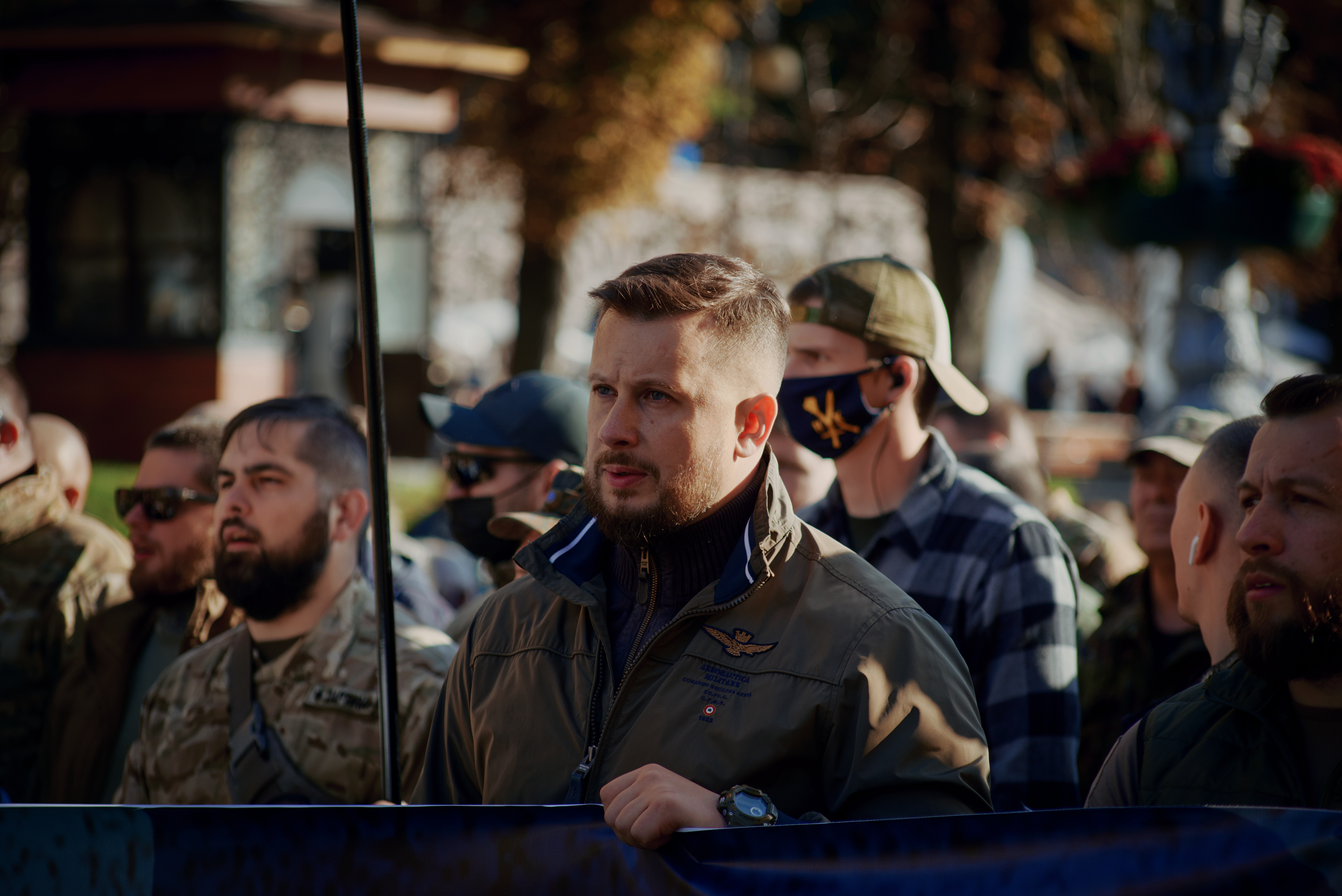
안드리 빌레츠키, 우크라이나 수호자의 날 행진. 키이우. 2020년.

최고 라다에서의 첫 3년간의 근무 동안 빌레츠키는 투표의 2%에만 참여했으며, 그는 229건의 투표에만 참여하여 가장 적게 투표한 대의원 순위에서 5위를 차지했다. 그는 우크라이나 의회 회의 328회에 불참했다. 2016년 최고 라다의 모든 회의에 불참했으며 2017년 3월 현재까지 의회에 나타나지 않았다. 2017년 8월에 발표된 우크라이나 유권자 위원회의 연구에 따르면, 빌레츠키는 최고 라다에서 채택된 법률을 단 한 건도 작성하지 않았다. 30개의 실패한 프로젝트로 그는 실패한 법안을 제출한 대의원 중 1위를 차지했다.
2019년 우크라이나 총선에서 그는 자유와 극우 국민군단, 야로시 정부 이니셔티브, 우익 섹터의 공동 명단에서 2위를 차지했다. 그의 당은 5% 선거 문턱을 넘을 만큼 충분한 표를 얻지 못해 의석을 얻지 못했다.

### 2020년-현재
2023년에 빌레츠키와 아조프 참전 용사들은 제3강습여단을 창설했다. 빌레츠키는 처음에는 여단의 일부인 "아조프 전술 그룹"의 사령관이었고, 곧 여단 자체의 전체 사령관이 되었다. 이 여단은 성공적인 모집과 훈련 덕분에 전투에서 뛰어난 성과를 보여 정기적으로 뉴스에 보도되고 있다. 이 여단은 인기 있는 유튜브 채널에서 활동에 대한 많은 세부 정보를 제공한다.

## 정치적 견해
2010년, 빌레츠키는 우크라이나 민족의 사명이 "세계 백인종을 이끄는 최종 십자군... 열등인이 이끄는 셈족에 대항하는 것"이라고 말한 것으로 알려졌다. 빌레츠키는 명확한 증거와 언론의 광범위한 보도에도 불구하고 그러한 발언을 한 적이 없다고 부인했다.
2007년 한 기사에서 빌레츠키는 "우크라이나 인종 사회민족주의"가 우크라이나 애국자의 이념이라고 주장했다. 2009년 당 총회 연설에서 그는 이렇게 말했다. "그렇다면 우리의 적을 어떻게 묘사할 수 있을까? 집권하는 일반적인 정권은 과두정이다. 그들이 공통적으로 가지고 있는 것이 있는가? 그렇다, 한 가지 공통점은 그들이 유대인이거나 그들의 진정한 보스인 유대인들이 그들 뒤에 있다는 것이다. 우크라이나에서 가장 부유한 100인 중 92명이 유대인이며, 나머지는 타타르족 출신이다."
BBC 뉴스 우크라이나에 따르면 2011년까지 빌레츠키는 키이우를 수도로 하는 러시아와 우크라이나 간의 연방 결성을 지지했다.
2013년에 그는 《백인 지도자의 말》(«Слово білого вождя»)이라는 소책자를 썼다. 2014년 BBC와 2015년 모스크바 타임스는 빌레츠키를 백인 우월주의자로 묘사했다. 2014년에 그는 사회학자 Volodymyr Ishchenko에 의해 우크라이나 애국자와 아조프에 개입한 이유로 "실제 네오나치"로 비난받았다.
2018년, 가디언은 빌레츠키가 "최근 몇 년 동안 수사법을 완화했다"고 보도했다. 프리덤 하우스 이니셔티브 '급진주의 보고'는 2022년 현재 그가 2014년 이후 공개적으로 인종차별적 발언을 한 적이 없지만, "성소수자 반대 수사법을 자주 사용한다"고 보도했다. 움란트와 페도렌코는 2021년 그가 여전히 공개적으로 다문화주의에 반대하지만, "오늘날 우크라이나 민족주의자는 인종적 편견이 아니라 가치를 믿는 것"이라고 말했으며, 그의 당은 민족을 기준으로 누가 우크라이나 민족의 일원이 될 수 있는지 또는 될 수 없는지를 정의하지 않는다고 발표했다.
그러나 2022년, 인디펜던트는 여전히 그를 백인 우월주의자로 묘사했고, 데일리 텔레그래프는 그가 백인 지도자로 알려져 있다고 보도했다. 정치학자 움란트와 페도렌코의 2021년 논문에 따르면, 그는 2014년 이전에 백인 지도자로 알려졌지만, 이후 "누군가 나를 직접 백인 지도자라고 불렀다면, [그 사람은] 맞았을 것"이라고 말했다.

## 수입
전자 신고에 따르면, 2015년에 빌레츠키는 최고 라다에서 급여로 ₴ 58,990 (미화 2,087달러)를 받았다. 그는 현금으로 ₴ 250,000 (미화 8,846달러)를 보유했다. 신고서에는 키이우에 있는 아파트(아래 참조)도 포함되어 있었는데, 이는 빌레츠키의 배우자 율리아 소유로 기록되었다. 2016년 신고서에서 빌레츠키는 대의원 급여로 115,652 흐리우냐 (미화 4,423달러)와 현금 ₴ 250,000을 명시했다.

## 개인 생활
2003년부터 2016년까지 안드리 빌레츠키는 율리아 올렉산드리우나 빌레츠카(결혼 전 성 브루센코)와 결혼했으며, 아들은 2007년에 태어났다. 2016년 4월, 부부는 이혼했다.

## 내용주
1. ↑  안드리 빌레츠키로도 표기됨